# Li Hui (dyplomata)
Li Hui (chiń. 李辉) – chiński dyplomata. Pełnił funkcję specjalnego przedstawiciela rządu ChRL ds. Eurazji od sierpnia 2019 do czerwca 2025. Wcześniej pełnił funkcję ambasadora Chin w Rosji (2009–2019) i Kazachstanie (1997–2000) oraz wiceministra spraw zagranicznych (2008–2009).

## Kariera dyplomatyczna
Li pełnił funkcję ambasadora Chin w Rosji od 13 sierpnia 2009 roku do 10 sierpnia 2019 i był najdłużej urzędującym ambasadorem Chin w Rosji. W czasie pełnienia funkcji ambasadora Chin w Rosji, przywódcy tych krajów — przewodniczący Chin Hu Jintao Xi Jinping i prezydenci Rosji Dmitrij Miedwiediew i Władimir Putin — odbywali liczne spotkania. W latach 2013–2014 strony zabiegały o zawarcie chińsko-rosyjskiej umowy o dostawach gazu o wartości 400 mld USD dotyczącej gazociągu Siła Syberii.

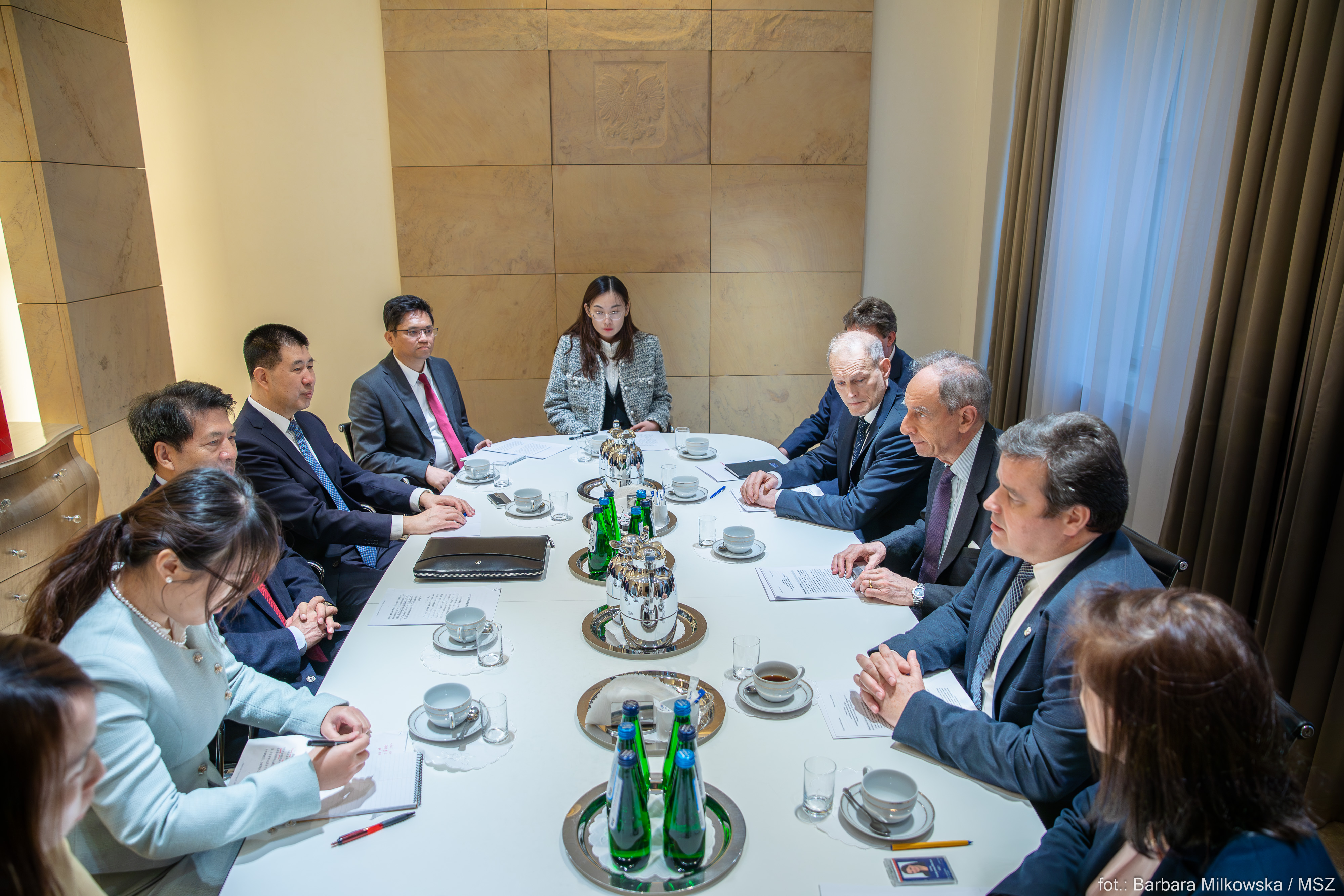
Spotkanie z wiceministrem Władysławem Teofilem Bartoszewskim 6 marca 2024

W sierpniu 2019 został mianowany specjalnym przedstawicielem rządu ChRL ds. Eurazji. Podczas sprawowania roli, odbył dwie serie wizyt do Ukrainy, Rosji i innych państw Europy, w tym Polski. 12 czerwca 2025 rolę przedstawiciela przejął ambasador Chin w Polsce Sun Linjiang.